# Pavel Čmovš
Pavel Čmovš (Plzeň, 29 giugno 1990) è un calciatore ceco, difensore del Benešov.

## Caratteristiche tecniche
È un difensore centrale. Può essere schierato anche come terzino destro.

## Palmares

### Club

#### Competizioni nazionali
- Coppa della Repubblica Ceca: 1

Mladá Boleslav: 2015-2016